# 恩派亞大戲院

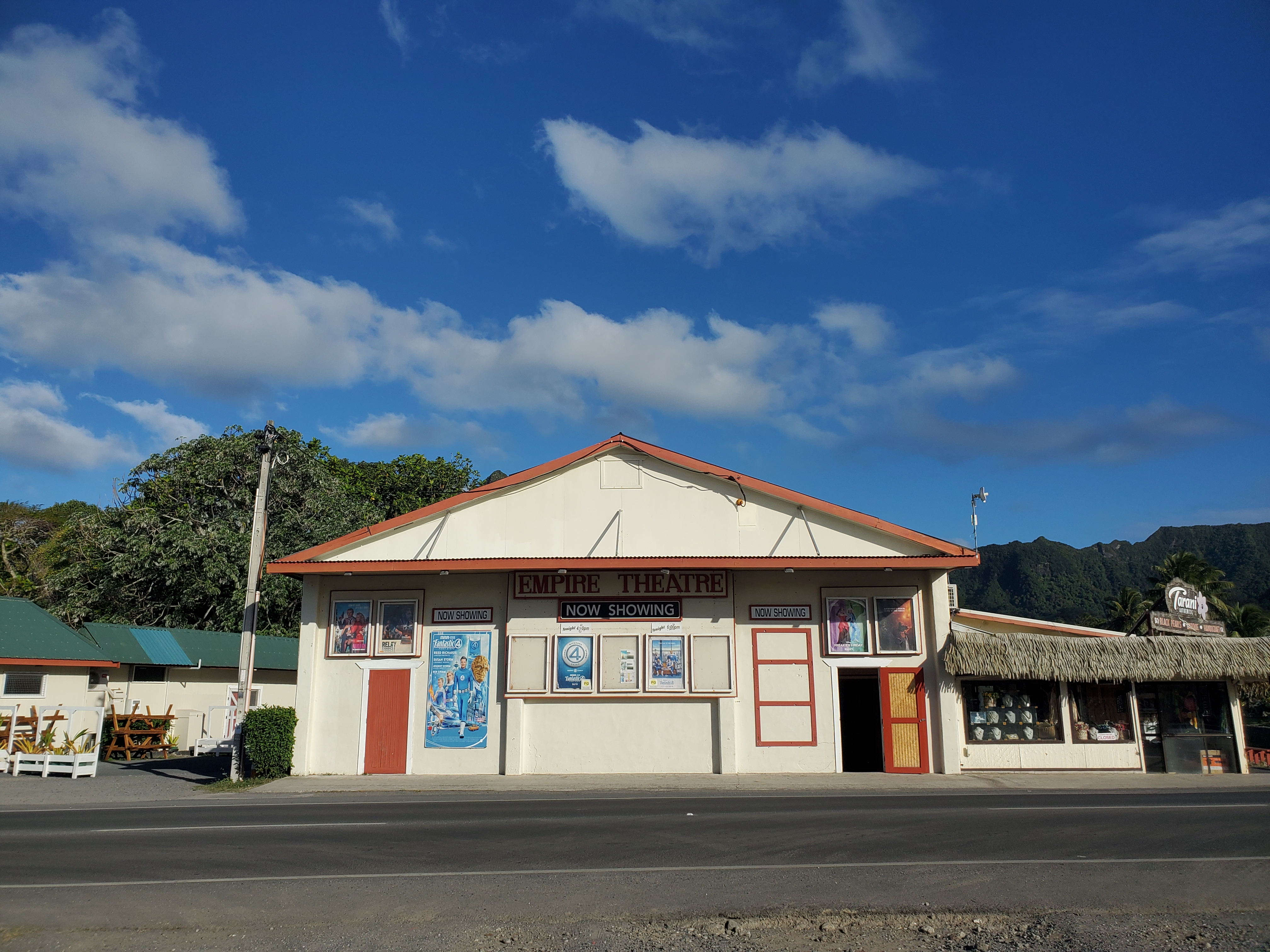
恩派亞大戲院

恩派亞大戲院（Empire Theatre），是上海市的一家电影院，位于霞飞路（现淮海路）。恩派亚大戏院开业于1921年，创办人是西班牙人安东尼奥·雷玛斯。1951年12月24日，恩派亚大戏院更名为嵩山戏院，1956年再更名为嵩山电影院。1990年代，嵩山电影院被拆除。